# 조 브라운 (대한민국의 음악가)
조 브라운(Joe Brown, 본명: 조병훈, 1982년 8월 29일 ~ )은 대한민국의 MC이다. Lil'Joe로 활동하다가 Lil'을 버리고 Brown을 사용해서 현재의 이름이 만들어졌다. 천안북일고와 충남대학교에서 힙합 동아리를 결성하여 활동하면서 활동을 시작한 조 브라운은 2005년 EP 음반 The Ghetto Club을 통해 정식으로 데뷔하였다. 주석 등의 힙합 음악가들의 음반에 참여하였고, 조PD, 윤미래 등과 콜라보를 가졌다. 2007년 다이나믹 듀오의 무료 배포 음원 〈동전 한 닢 리믹스〉에 참여하였고, 2008년에는 두 번째 EP Breaking My Heart를 발매하였다. 2010년에는 자신의 미니홈피에 곡을 하나씩올려 Mixtape Vol.2를 공개했다. 힙합플레이야가 선정한 2010년 4월의 신인 가수로 뽑히며 4월 6일에 첫 정규 음반 Me, Myself & I을 발매하였다.

## 음반
- 2005년 5월 14일 - EP The Ghetto Club
- 2008년 2월 15일 - EP Breaking My Heart
- 2010년 2월 10일 - Mixtape Mixtape Vol.2
- 2010년 4월 6일 - 정규 1집 Me, Myself & I

## 참여곡
- 2007년 - 다이나믹 듀오 - 〈동전 한 닢 리믹스〉